# La Brède
La Brède är en kommun i departementet Gironde i regionen Nouvelle-Aquitaine i sydvästra Frankrike. Kommunen ligger i kantonen La Brède som tillhör arrondissementet Bordeaux. År 2022 hade La Brède 4 423 invånare.

## Befolkningsutveckling
Antalet invånare i kommunen La Brède
Referens:INSEE